# 巴杜
巴杜（法語：Badou）是多哥西部的城市，也是瓦瓦省的首府，由高原區負責管轄，毗鄰與加納的邊界，海拔高度489米，居民主要種植可可豆和咖啡，2022年人口11,503人。
7°35′N 0°36′E / 7.583°N 0.600°E